# قلعة ووتون

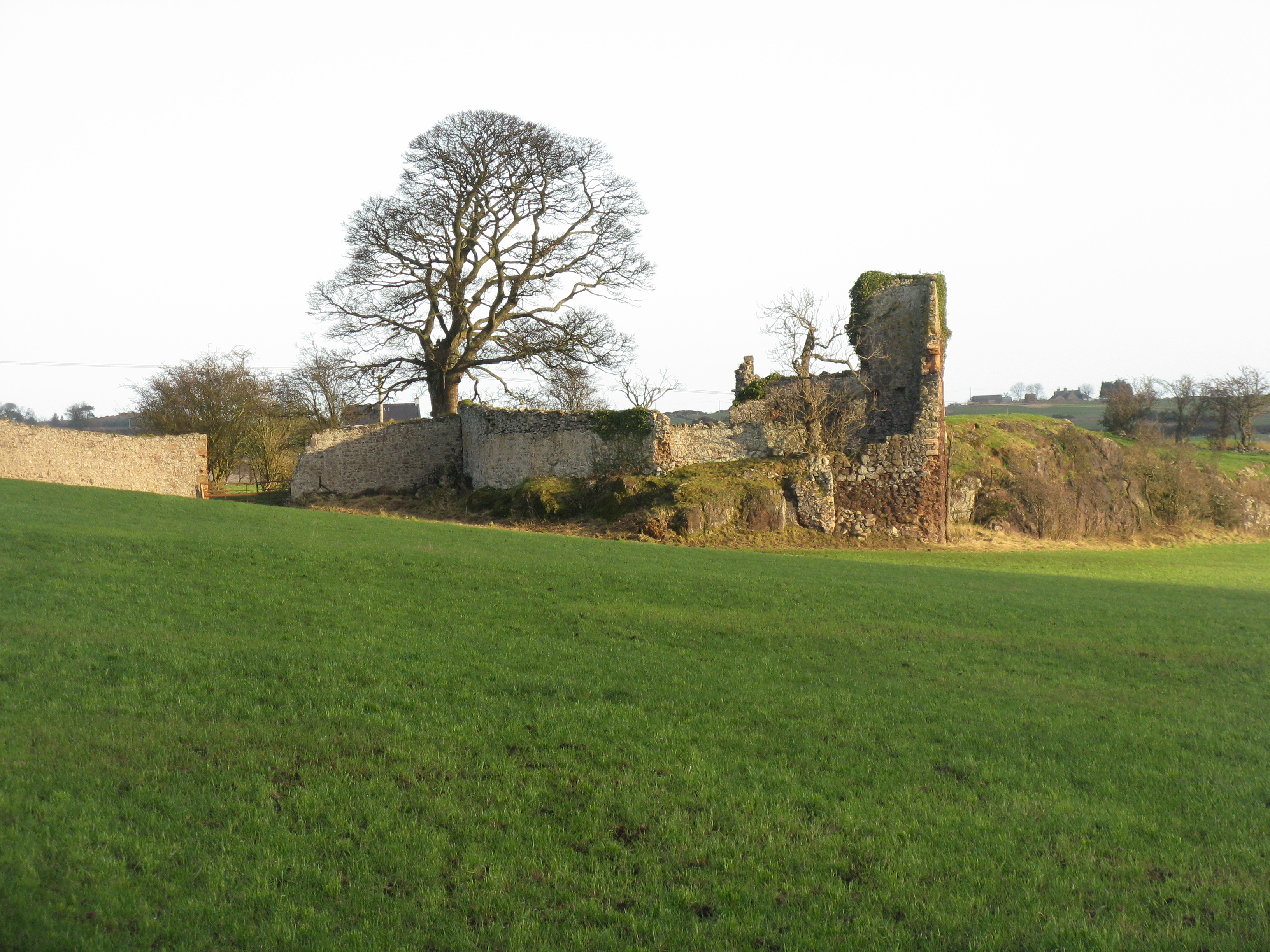
أطلال قلعة فوتون

قلعة ووتون هي قلعة مهدمة يعود تاريخها إلى القرن الرابع عشر، وتقع على بعد حوالي 3 ميل (4.8 كـم) شمال شرق لينتون و 2 ميل (3.2 كـم) غرب وايتكيرك في لوثيان الشرقية في اسكتلندا. و تعتبر نصب تذكاري تحت الحماية ضد التغييرات غير المصرح بها.

## البناء
كانت قلعة قلعة ووتون عبارة عن قلعة بها فناء وكل ما تبقى منها هو جزء فقط من جناح واحد وأنقاض على شرفة صخرية، وهي أعلى بحوالي 15 قدمًا من الأرض المحيطة إلى الغرب والجنوب بالإضافة لبقايا برج صغير في الزاوية الجنوبية الغربية والتي بنيت من أنقاض حجرية ملبسة، ويصل ارتفاعها إلى 25 قدمًا. تشير ملامح نافذة ضيقة في الجدار الجنوبي إلى أن هذا المبنى من القرن السادس عشر. تم بناء جدار إلى الشرق والشمال من الصخور، مع وجود بنية في الزاوية ويعتقد أنها تعود إلى وقت لاحق. هناك درج مصطنع جزئيا صخرة. بالإضافة لوجود برج حمام.

## التاريخ

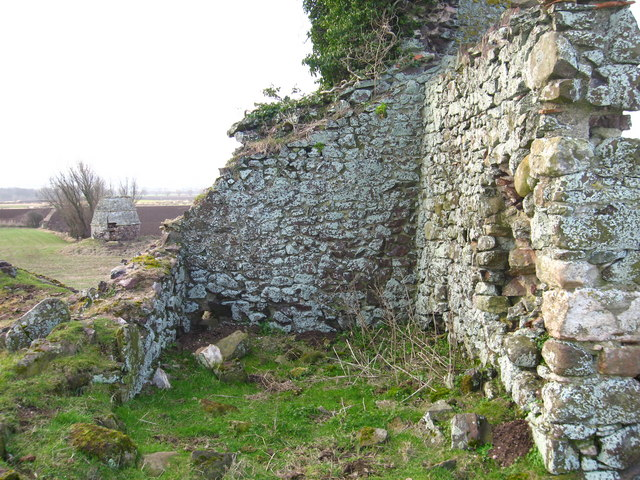
داخل الأنقاض

هناك إشارة في وثيقة من عام 1395  أن القلعة كانت ملكًا لعائلة هيبورن الذي تم إقالته من قبل الإنجليز في عام 1547. في وقت لاحق وعندما كانت تحت رعاية ليرد كارمايكل داهمهتا هيبورن واستحوذت عليها عائلة هيبورن مرة أخرى بطرق قانونية، واحتفظت بها حتى اشترى ألكساندر كوكبورن القلعة منها. بحلول القرن الثامن عشر كانت القلعة تستخدم كمواد لبناء الجدران والمنازل الريفية في المنطقة.

## روابط خارجية
- إعادة بناء قلعة فوتون http://www.maybole.org/history/castles/garleton.htm